# 김육불망비
김육불망비는 전북특별자치도 익산시 함라면 함열리에 있다. 2002년 12월 14일 익산시의 향토유적 제11호로 지정되었다.

## 개요
조해영가옥 입구 좌측에 위치하고 있다. 비는 기단, 비신, 이수로 구성되었다. 호남지역의 대동법 실시를 여러 차례 건의하고 유언으로까지 임금에게 간하여 그 고마움을 표시한 일종의 선정비이다.